# 喬埃爾·費爾特曼
喬埃爾·伊福·費爾特曼（荷蘭語：Joël Ivo Veltman；1992年1月15日—）是荷蘭的一位足球運動員。在場上司職右後衛。現在效力於英超俱乐部布莱顿。他也代表荷蘭國家足球隊參加比賽，之前他也曾代表荷蘭各年齡段青年國家足球隊參賽。

## 職業生涯

### 俱樂部
出道之時，費爾特曼為中後衛，後被改造成右邊衛。2017年夏天，隊長戴維·克拉森離隊後，費爾特曼接任隊長，並於7月與阿賈克斯續約至2020年。2017/18賽季季末，費爾特曼韌帶撕裂重傷，2018/19賽季隊長一職被馬菲斯·迪歷特取代，直到2019年2月，經過九個月的治療和訓練，費爾特曼才重回賽場，並於季末重新成為主力球員。2019年夏天，維爾特曼與阿賈克斯續約至2021年。

### 國家隊
2013年11月19日，他在荷蘭對哥倫比亞的比賽中出場，這是他首次代表荷蘭國家足球隊參賽。
2014年5月31日，他入選荷蘭國家足球隊世界盃23人名單。

## 榮譽

### 俱樂部
阿賈克斯
- 荷甲冠軍:2012-13，2013-14，2018-19
- 荷蘭盃冠軍:2018-19
- 克魯伊夫盾冠軍:2013，2019

### 國家隊
荷蘭
- 世界盃季軍 : 2014

## 外部連結
- Soccerway資料庫：喬埃爾·費爾特曼